# Battersea
Battersea é um distrito no borough de Wandsworth, na Região de Londres, na Inglaterra, onde se localiza uma usina termelétrica desativada.